# NGC 784
NGC 784 je galaksija u zviježđu Trokut.

## Vanjske poveznice
- SEDS: NGC 784